# Чулино (Свердловская область)
Чулино — деревня в Таборинском районе Свердловской области России. 

## Географическое положение
Деревня Чулино муниципального образования «Таборинского муниципального района» расположена на правом берегу реки Тавда, в устье реки Большая Емельяшевка (правый приток реки Тавда), в 7 км к югу от деревни Кузнецово, в 18 километрах (по автотрассе в 24 километрах) к юго-востоку от районного центра села Таборы, в 48 км к северо-западу от города Тавды и в 74 км к северо-востоку от Туринска. В окрестностях деревни проходит автодорога Тавда – Таборы. 
Деревня состоит из одной улицы (ул. Проезжая). 

## История
С 1 января 2006 года входит в состав муниципального образования Кузнецовское сельское поселение. 

## Климат
Климат континентальный с холодной зимой и тёплым летом. 

## Население
| 2002 | 2010 | 2021 |
| ---- | ---- | ---- |
| 4    | ↘2   | ↘1   |